# Mu Online
Mu Online (뮤 온라인) est un jeu vidéo de type MMORPG développé par Webzen et édité par ZhaoUC , édité par Webzen Japan, sorti en 2001 sur Windows. Le jeu était toujours en fonctionnement en 2022.

## Système de jeu
Mu Online est est un jeu de rôle en ligne massivement multijoueur (MMORPG) qui se déroule dans un monde persistant, le continent de Mu, constitué de plusieurs cartes. Comme d'autres jeux de ce genre, les joueurs peuvent coopérer pour affronter des monstres, ce qui permet d'obtenir de l'expérience et des objets. Il existe plusieurs classes de personnage,, et chacune commence sur une carte différente. Il est possible d'accomplir des quêtes auprès des personnages non joueurs présents sur les différentes cartes pour obtenir des objets.

### Joueur contre joueur
Un système de duel existe, permettant à des joueurs de s'affronter. En dehors de cela, les combats joueurs contre joueurs sont possibles sur certains servers, mais lorsqu'un joueur en attaque un autre, ce dernier entre en mode auto-défense pendant un temps limité, ce qui lui donne plusieurs avantages. Un joueur qui en tue en autre (hors situation d'auto-défense) obtient le statut de hors-la-loi, associé à plusieurs malus. Ce statut n'est pas permanent,.

## Réception
Le jeu possède un avis généralement favorable selon l'agrégateur de critiques Metacritic, mais cet avis n'est basé sur aucune critique professionnelle.
En 2003, le jeu comportait plus de 20 millions de joueurs inscrits, et 56 millions en 2009.